# 曙光橋

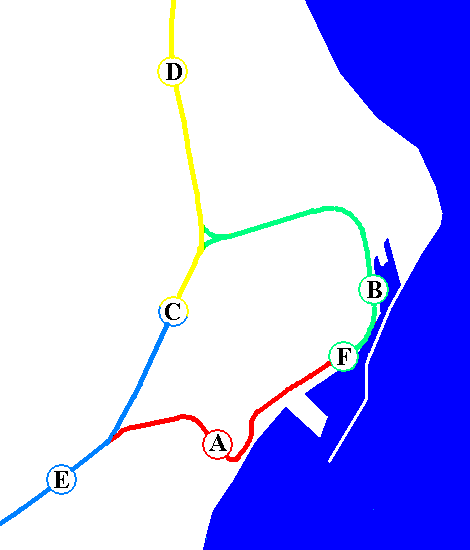
花蓮周辺の駅
A:（旧）花蓮、B:花蓮港、C:（現）花蓮、
D:北埔、E: 吉安、F:美崙

曙光橋（しょこうきょう）は台湾の花蓮県花蓮市にある橋。日本統治時代に東花蓮港駅（現・花蓮港駅）と花蓮港駅（後の花蓮駅、現在廃止）の間の美崙渓に架かる支線の通る鉄道橋として建築された。当時の名称は米崙渓橋である。
戦後、北廻線の開通と伴に花蓮駅が新駅に移り、同線も廃線となった後、歩道兼自転車道の橋に改修された。